# Greta Van Fleet
Greta Van Fleet é uma banda de hard rock americana formada em 2012, na cidade de Frankenmuth, Michigan. Seus integrantes são os irmãos gêmeos Josh Kiszka e Jake Kiszka (vocal e guitarra, respectivamente), além do irmão mais novo Sam Kiszka (baixo) e do baterista Daniel Wagner (amigo de infância dos irmãos Kiszka).

## História
A banda foi criada em Frankenmuth, Michigan, pelos irmãos Joshua "Josh" Kiszka, Jacob "Jake" Kiszka e Samuel "Sam" Kiszka e Kyle Hauck. Hauck deixou a banda em outubro de 2013 e foi substituído por Daniel "Danny" Wagner no mesmo ano. O nome da banda foi concebido quando o avô de Hauck mencionou que precisava cortar lenha para a senhora Gretna Van Fleet, uma residente de Frankenmuth. Relato do baixista Sam Kiszka: "Na hora nós pensamos: 'Uau! Esse é um nome de banda!'". No período em que Hauck era o baterista a banda gravou e lançou três canções: "Highway Tune", "Cloud Train" e "Standing On". Em 28 de fevereiro de 2014, um EP ao vivo da banda foi gravado em um take e lançado logo em seguida, em 17 de junho do mesmo ano. A canção "Standing On" apareceu numa propaganda do Chevrolet Equinox em 2014, na região de Detroit.
No dia 17 de janeiro de 2016, a canção "Highway Tune" apareceu no programa "Shameless". Em 31 de março de 2017, o primeiro single "Highway Tune" foi lançado no iTunes. No dia 2 de abril do mesmo ano, eles passaram a transmitir a música, em 18 de abril, o clipe da música foi lançado somente no Loudwire. O EP de estréia, chamado Black Smoke Rising, foi lançado em 21 de abril. No mesmo dia, eles foram nomeados pela Apple Music como o novo artista da semana. Black Smoke Rising está planejado pra ser o primeiro de uma série de 3 EP's que juntos formarão um álbum quando lançados. Eles começaram uma tour em maio de 2017 para promover o EP com a banda The Struts.
Em outubro do mesmo ano, a banda venceu o prêmio de "Melhor Artista Novo" no Loudwire Music Awards. No mesmo dia, foi anunciado que um EP duplo com oito músicas, intitulado From The Fires, seria lançado no dia 10 de novembro de 2017. Com as quatro faixas de Black Smoke Rising, From The Fires conta com novas canções, como "Edge of The Darkness", e também um cover da canção "A Change Is Gonna Come" de Sam Cooke e outro de "Meet On The Ledge" de Fairport Convention. As quatro novas faixas foram gravadas em setembro de 2017 no Estúdio Rust Belt, em Detroit, e produzidas por Al Sutton e Marlon Young, mesma dupla que produziu Black Smoke Rising.

## Estilo musical

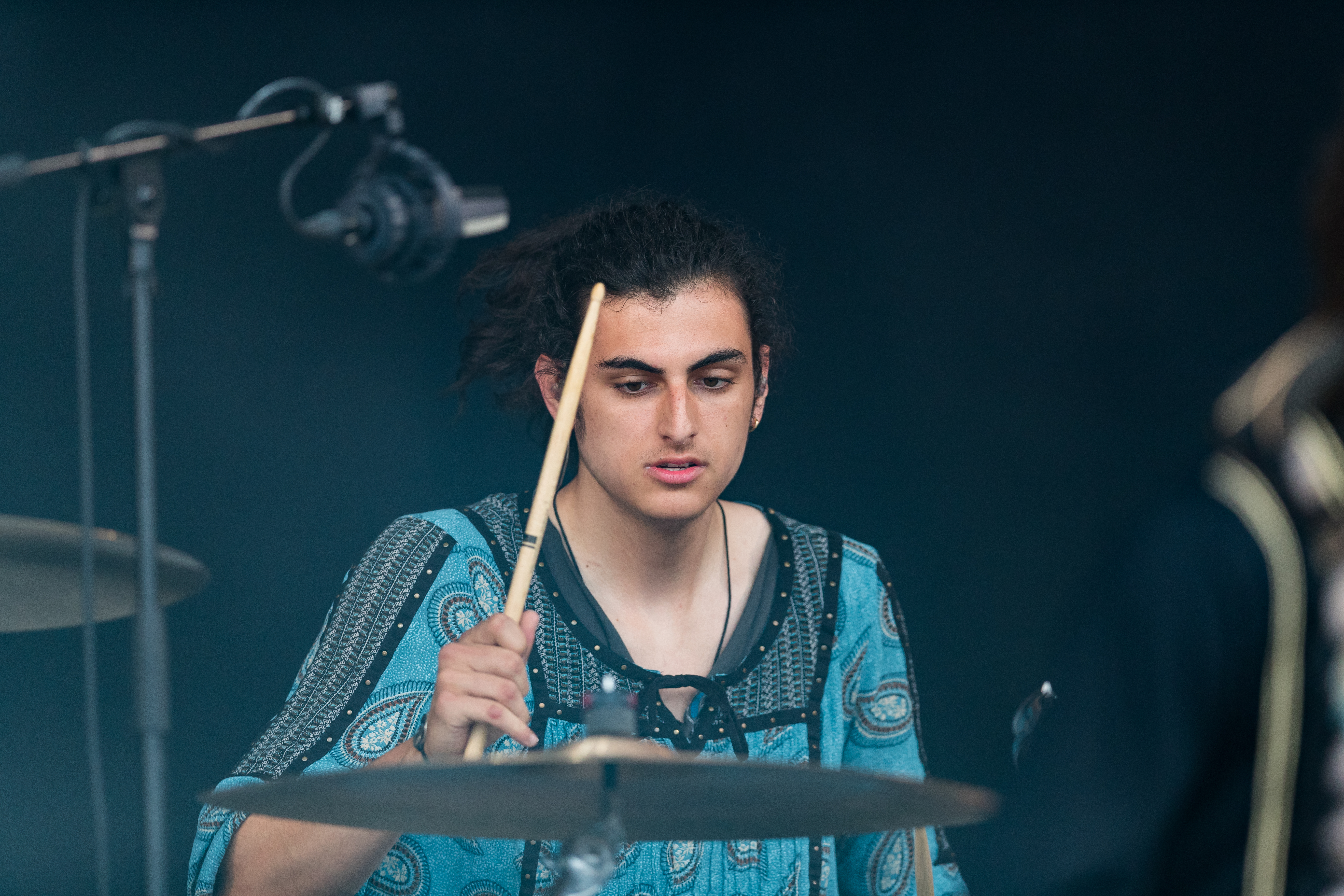
Greta van Fleet @ Rock am Ring 2018

Greta Van Fleet tem sido categorizada como hard rock e blues rock. todos os integrantes se encontram primeiramente no blues apesar de todos terem suas particularidades: Jake (guitarrista) gravita ao redor do clássico rock and roll, Sam (baixista) é um grande fã de jazz, Danny (baterista) aprecia a musica folk e Josh (vocalista) diz gostar de world music. Jake disse em uma entrevista, "que todos os três irmãos ouviram os vinis de seus pais, que incluía blues e música folk. Sam afirmou que, "Não é como se tivéssemos pretendido ser uma banda de rock and roll, é apenas aquele som que sai [quando] nos reunimos e tocamos." A composição é feita pela banda como um todo depois que um dos quatro membros encontra o conceito de uma canção. Danny afirmou que muitas de suas canções são escritas primeiro em um "arranjo folk" antes de evoluir para outra coisa.
Greta Van Fleet costuma ser comparada ao Led Zeppelin. Jake relatou que ele "... passou um ano realmente estudando intensamente o que Jimmy Page fazia a ponto de eu saber como ele pensava", mas ele estudou outros guitarristas de rock clássico de maneira semelhante, mencionando especificamente Pete Townshend. Da mesma forma, em sua voz sendo comparada à de Robert Plant, Josh disse que Plant certamente foi uma influência, "embora não seja o que eu queria". Afirmando que ele nem sabia quem era o Led Zeppelin até o colegial, ele explicou que seu estilo de canto surgiu naturalmente um dia, enquanto lutava para ser ouvido pelo resto da banda. Em uma entrevista de março de 2018, Plant disse de Greta Van Fleet, "eles são Led Zeppelin I" e descreveu Josh como "um pequeno lindo cantor".
Algumas das influências de guitarra de Jake incluem John Lee Hooker, Elmore James, Bert Jansch, Eric Clapton e Keith Richards. Alguns dos bateristas que inspiraram Danny são Carmine Appice, John Bonham, Mitch Mitchell e Michael Shrieve. O baixista favorito de Sam é o baixista da Motown, James Jamerson. Josh Kiszka imitou os movimentos e palhaçadas de Joe Cocker.

## Integrantes

### Formação atual
- Josh Kiszka - vocal (2012-presente)
- Jake Kiszka - guitarra (2012-presente)
- Sam Kiszka - baixo (2012-presente)
- Danny Wagner - bateria (2013-presente)[16]

### Ex-integrantes
- Kyle Hauck - bateria (2012 - 2013)[17][18]

## Discografia

### Álbuns
- Anthem of the Peaceful Army (2018)
- The Battle at Garden's Gate (2021)
- Starcatcher (2023)

### EPs
- Black Smoke Rising (2017)
- From The Fires (2017)

### Singles
- Highway Tune (2017) - From The Fires
- Safari Song (2017) - From The Fires
- Edge Of Darkness (2017) - From The Fires
- When The Curtain Falls (2018) - Anthem Of The Peaceful Army
- Watching Over (2018) - Anthem Of The Peaceful Army
- Age of Machine (2020) - The Battle at Garden's Gate
- My Way, Soon (2020) - The Battle at Garden's Gate

## Prêmios e indicações
| Ano  | Categoria           | Indicação       | Resultado |
| ---- | ------------------- | --------------- | --------- |
| 2017 | Melhor Artista Novo | Greta Van Fleet | Venceu    |

| Ano  | Categoria                  | Indicação            | Resultado |
| ---- | -------------------------- | -------------------- | --------- |
| 2019 | Melhor Álbum de Rock       | From The Fires       | Venceu    |
| 2019 | Melhor Artista Novo        | Greta Van Fleet      | Nominado  |
| 2019 | Melhor Performance de Rock | Highway Tune         | Nominado  |
| 2019 | Melhor Musica de Rock      | "Black Smoke Rising" | Nominado  |
| 2023 | Melhor Álbum de Rock       | Starcatcher          | Nominado  |